# Petrochimi Bandar Imam BC
Il Petrochimi Bandar Imam Basketball Club (in persiano تیم بسكتبال پتروشیمی بندر امام‎), comunemente noto con l'abbreviazione di Petrochimi,  è stata una società professionistica di basket con sede nella città di Mahshahr, in Iran, che competeva nella massima competizione nazionale, la Iranian Basketball Super League.
I colori sociali della squadra erano il Giallo ed il Blu. Le partite casalinghe venivano giocate presso l'Andisheh Arena di Mahshahr, una struttura che può ospitare circa 2.000 spettatori a sedere.

## Storia
La squadra venne fondata nel 2002 sotto iniziativa del Ministero del petrolio dell'Iran, che sponsorizzava e finanziava le attività della squadra, con il nome di Petrochimi Bandar Imam Basketball Club.
Nella stagione 2012-2013 della Iranian Basketball Super League, sotto la guida dello storico allenatore del team, Mehran Hatami, il Petrochimi ha vinto la Super League di basket, per la prima volta nella sua storia, dopo aver sconfitto il Mahram Tehran nella decisa gara cinque delle finali. La stagione successiva, quella 2013-2014, dopo essere rimasto imbattuto per tutta la stagione regolare con un record di 22-0, ha raggiunto nuovamente le finali, dove ha affrontato nuovamente il Mahram Tehran eh ha vinto nuovamente il campionato.
Per la stagione 2015-2016, il Petrochimi guidato ora in panchina da Mehran Shahintab, ha concluso la stagione regolare della Iranian Basketball Super League nuovamente al primo posto, con un record di 20 vittorie e 4 sconfitte; nei play-off la squadra superò sia i quarti che le semifinali tornado nuovamente alle finali per il titolo nazionale. La serie finale vide come avversari il Naft Abadan, che però vennero sconfitti in tutte le quattro partite giocate, assegnando la Iranian Basketball Super League, per la terza volta, al Petrochimi.
Dopo venne aggiunto al roster anche l'ex giocate NBA e leggenda del basket iraniano Hamed Haddadi, il Petrochimi mantenne il titolo anche nella stagione successiva, la 2016-2017, vincendo nuovamente nelle finali per il titolo contro il Naft Abadan. Questa vittoria, la quarta in cinque anni, rappresentò l'ultima per la squadra nella Iranian Basketball Super League.
Il Petrochimi nei suoi due decenni di attività è riuscita ad ottenere anche alcuni successi in campo internazionale; la squadra si è aggiudicata in due edizioni la WABA Champions Cup, torneo riservato all'Asia Occidentale, la prima nel 2016 e la seconda nel 2018 in entrambi i casi arrivando dinanzi alla squadra del Libano dell'Al-Riyadi Beirut. Ma il principale successo in campo asiatico resta sicuramente la vittoria della FIBA Asia Champions Cup, la massima competizione per club d'Asia, arrivata al termine dell'edizione 2018 tenutasi in Thailandia; il Petrochimi, allenato da Mehran Hatami, fu incoronato campione dell'Asia, battendo il team del Giappone dell'Alvark Tokyo per 68–64 in finale, trascinati dai 28 punti di Meisam Mirzaei. Traguardo che è stato ottenuto senza alcuna preparazione atletica e senza ingaggiare giocatori stranieri; il primo giorno di partite, della fase finale, il Petrochimi contava solo sette giocatori, che diventarono otto nei giorni successivi.
Dopo la sospensione della Iranian Basketball Super League 2019-2020 nell'aprile 2020, a causa della diffusione della pandemia di COVID-19 in Iran, mentre la squadra occupava il secondo posto nella classifica della stagione regolare, la squadra non ha più ripreso l'attività agonistica e dalla ripartenza del campionato nella stagione successiva, la 2020-2021, non figura più tra i partecipanti.

## Palmarès

### Titoli Nazionali
- Iranian Super League

Campioni (4): 2012-2013, 2013-2014, 2015-2016, 2016-2017
Secondo Posto (4): 2005-2006, 2006-2007, 2011-2012, 2014-2015
Terzo Posto (5): 2009-2010, 2010-2011, 2014-2015, 2017-2018, 2018-2019

### Titoli Internazionali
- FIBA Asia Champions Cup

Campioni (1): 2018
Terzo posto (1): 2016
- WABA Champions Cup

Campioni (2): 2016, 2018
Secondo Posto (3): 2014, 2017, 2019
Terzo posto (2): 2008, 2013

## Roster storici
Di seguito sono riportati il roster con cui il Petrochimi ha conquistato la FIBA Asia Champions Cup 2018, il maggior traguardo nella storia del club.
- FIBA Asia Champions Cup 2018

 Asghar Kardoust,
 Arsalan Kazemi,
 Rouzbeh Arghavan,
 Sajjad Mashayekhi,
 Farid Aslani,
 Behnam Yakhchali,
 Meisam Mirzaei,
 Sajjad Pazrofteh,
 Vahid Dalirzahan,
 Ashkan Khalilnejad,
 Mohammad Jamshidi,
Allenatore: Mehran Hatami

## Cestisti famosi
- Amir Amini
- Hamed Hosseinzadeh
- Javad Davari
- Meisam Mirzaei
- Saeid Davarpanah
- Ali Doraghi
- Asghar Kardoust,
- Arsalan Kazemi,
- Rouzbeh Arghavan,
- Sajjad Mashayekhi,
- Hamed Haddadi
- Samad Nikkhah Bahrami
- Saman Veisi
- Édgar Sosa
- Bruno Šundov
- Rouben Vesmadian
- Ekene Ibekwe
- Deji Akindele
- Ejike Ugboaja
- Jaime Lloreda
- Jimmy Baxter
- Torraye Braggs
- Jason Crowe
- Ed Elisma
- Rayvonte Rice
- Joseph Forte
- Jonathan Gibson
- C. J. Giles
- Julius Hodge
- Mark Karcher
- Art Long
- Tony Madison
- Smush Parker
- Alvin Sims
- K'zell Wesson
- Robert Whaley

## Allenatori
- Mustafa Hashemi (2006–2007)
- Mohammad Kasaeipour (2007–2009)
- Nenad Krdžić (2009–2010)
- Mustafa Hashemi (2010-2011)
- Mehran Shahintab (2011–2012)
- Mehran Hatami (2012-2015)
- Mehran Shahintab (2015-2018)
- Mehran Hatami (2018-2019)
- Farzad Kouhian (2019-2020)